# 商業学科
商業学科（しょうぎょうがっか）とは大学などの教育機関に置かれる学科の一つであり、商業学を教育研究することを目的としている。明治初頭に福澤諭吉により設立された簿記講習所、一橋大学の源流となった商法講習所、三菱商業学校（慶應義塾分校）以来の伝統としての商取引の根本を担う簿記教育を基本に据え、会計学、経営学等の様々な学問領域へと教育内容が広がっている。学術団体については、1951年4月21日、日本商業学会が慶應義塾大学教授向井鹿松を初代会長として設立された。

## 商業学科を置く教育機関

### 大学
- 日本大学商学部 (通信教育部も含む)
- 法政大学経済学部（通信教育部）

### 高等学校
- 鳥取県立倉吉総合産業高等学校
- 鳥取県立米子南高等学校
- 香川県立高松商業高等学校

## 商業学科を置いていた教育機関

### 大学
- 専修大学 - 2006年度入学者よりマーケティング学科